# Stojnica
Stójnica je lekarniška posoda iz inertnega materiala, na primer stekla, porcelana, kovine, plastike, lesa, z različnimi vratovi glede na zapirala, ki se uporablja za shranjevanje farmacevtskih snovi, galenskih izdelkov in polizdelkov.